# Luis Molowny
Luis Molowny Arbelo (* 12. Mai 1925 in Santa Cruz de Tenerife, Spanien; † 12. Februar 2010 in Las Palmas de Gran Canaria, Spanien) war ein spanischer Fußballspieler und -trainer. 1969 betreute er die spanische Nationalmannschaft.

## Spielerlaufbahn
Luis Molowny begann seine Fußballkarriere in seinem Heimatklub CD Teneriffa, bei dem schon sein Vater Raúl in den 1920er-Jahren aktiv gewesen war. Mit nur 17 Jahren wechselte er auf die Nachbarinsel Gran Canaria, zu Marino FC. Die technisch versierte Spielweise des kanarischen Außenstürmers machte große spanische Fußballklubs wie Atlético Madrid und den FC Barcelona auf ihn aufmerksam, doch es war das von Santiago Bernabéu präsidierte Real Madrid das Luis Molowny schließlich 1946 verpflichten konnte.
Hier durchlebte er seine größte Zeit als Fußballspieler und gewann zweimal die Liga sowie die Copa del Rey und die Coupe Latine. Zudem eroberte er mit Real Madrid den ersten Europapokal der Landesmeister. Im Jahre 1957 kehrte er auf die Kanarischen Inseln zurück, wo er seine Karriere bei UD Las Palmas ausklingen ließ.

### Nationalmannschaft
Luis Molowny bestritt insgesamt sieben Spiele für die Spanische Nationalmannschaft und erzielte dabei zwei Treffer. Er war Teil des Aufgebots für die Fußball-Weltmeisterschaft 1950, bei der Spanien letztlich den vierten Endrang erreichte.

## Trainerlaufbahn
Nachdem der damalige Trainer von UD Las Palmas José Urbieta entlassen worden war, wechselte Luis Molowny bereits 1957 von Spielfeld auf die Bank. In dieser Zeit feierte der Verein die größten Erfolge der Vereinsgeschichte. In der Saison 1967/68 wurde der Verein Dritter in der Liga, im Jahr darauf gar Vizemeister. Im Jahr 1969 betreute Molowny kurzzeitig auch die spanische Nationalmannschaft.
1970 wechselte Luis Molowny in den Trainerstab von Real Madrid, wo er schließlich 1974 Miguel Muñoz, seit über einem Jahrzehnt bei den "Königlichen", während der Saison ablöste. Gleich im ersten Jahr gewann er den Spanischen Pokal, die Copa del Rey. Nach diesem Erfolg kehrte der bescheidene Kanare wieder in die Jugendarbeit zurück, ehe er 1977, als Ersatz für Miljan Miljanić, erneut das Amt des Cheftrainers übernahm. In seinen zwei Jahren konnte er ebenso viele Meistertitel erobern. Nach einem neuerlichen Rückzug in die Nachwuchsarbeit wurde er 1982, diesmal als Ersatz für Vujadin Boškov, als Interimstrainer zurückgeholt und gewann prompt wieder die Copa del Rey.
In den Jahren 1985 und 1986 hatte Luis Molowny, der nie das Amt des Cheftrainers wollte, aber immer wieder in Notsituationen herangezogen wurde und sich den Ruf eines Glücksbringers erarbeitete, seine erfolgreichste Zeit. Diesmal löste er das Madrider Urgestein Amancio ab und gewann in zwei Spielzeiten jeweils den UEFA-Pokal. In Erinnerung blieben insbesondere die großen Aufholjagden gegen Teams wie Borussia Mönchengladbach, Inter Mailand und RSC Anderlecht.
Zwischen 1986 und 1990 wirkte Molowny im Management von Real Madrid, bevor er sich endgültig vom Fußball zurückzog.

## Erfolge

### Spieler
- Europapokal der Landesmeister: 1956
- Coupe Latine: 1955
- Spanischer Meister: 1954, 1955
- Spanischer Pokalsieger: 1947

### Trainer
- UEFA-Pokalsieger: 1985, 1986
- Spanischer Meister: 1978, 1979, 1986
- Spanischer Pokalsieger: 1974, 1982
- Spanischer Ligapokalsieger: 1985